# 클래지콰이 프로젝트
클래지콰이 프로젝트(영어: Clazziquai Project)는 음악 프로듀서이자, 디스크자키인 DJ 클래지를 중심으로 하는 대한민국의 혼성 전자 음악 그룹이다. 그룹명인 클래지콰이는 영국의 애시드 재즈 그룹인 자미로콰이의 이름과 서양 고전 음악을 가리키는 말인 클래식을 합친 말이다.

## 결성
클래지콰이의 리더 클래지는 성악가인 어머니에게 클래식 교육을 받았고, 캐나다로 이민을 간 이후에는 고등학교에서 재즈 밴드에 가입해 피아노를 연주하였으며, 카필라노 컬리지(Capilano College)에서 재즈를, CDIS(Center for Digital Image and Sound)에서는 뮤직 테크놀러지를 전공하였다. 클래지는 캐나다 현지에서 만난 크리스티나를 보컬로 영입하여 음악 그룹을 결성하였고, 크리스티나의 소개로 동생 알렉스도 그룹에 합류하였다.
2001년에 클래지가 직접 작곡하여 개인 웹사이트에 올린 곡들이 대한민국에서 입소문을 타며 서울 청담동 등의 클럽에서 인기를 얻게 되었다. 현재 소속사인 플럭서스 뮤직의 사장이 캐나다에서 직접 클래지를 만나면서 클래지콰이는 대한민국에 데뷔하게 되었으나 크리스티나는 개인적인 사정으로 빠지고 클래지와 알렉스만 대한민국으로 오게 되었다. 대한민국에서 크리스티나를 대신해 호란이 합류하여 2004년 첫 번째 정규 음반인 《Instant Pig》를 발표하였다. 현재 크리스티나는 앨범 작업에만 참여하고 있다.

## 음반 목록
| - 1집 Instant Pig - 2집 Color Your Soul - 3집 Love Child of the Century - 4집 Mucho Punk - 5집 Blessed - 6집 Blink - 7집 Travellers | - 1.5집 ZBAM - 2.5집 Pinch Your Soul - 3.5집 Robotica - 4.5집 Mucho Beat (2009년 10월 28일 일본, Mucho Mix라는 이름으로 발매) |

### 사운드트랙 음반
- 플레이스테이션 포터블 게임 《DJ Max Portable: Clazziquai Edition》의 사운드트랙 음반 《Metrotronics》

### 참여 음반
- 유희열 + 안성진 프로젝트 컴필레이션 앨범 《A Walk Around The Corner》 수록곡 "Coming At Me To Disco"
- 드라마 《내 이름은 김삼순》O.S.T. 수록곡 "Be My Love" (feat. 이승열), "She Is"
- 2005 국악 축전 - "이별" (2.5집 수록)
- 영화 《외출》O.S.T. 수록곡 "Stepping Out" (1집 수록)
- 드라마 《케세라세라》O.S.T. 수록곡 "Night Time"
- 컴필레이션 앨범 《Lovebeat Disney》 수록곡 "Beauty and the Beast"
- LG텔레콤 OZ 광고 및 영화 《썸머 워즈》 O.S.T. 수록곡 "Wizard of OZ" (4집 수록 / 영화에는 English ver. "World of OZ" 수록)

### 멤버 피쳐링
- 윤종신 10집 《Behind The Smile》의 수록곡 "오늘의 날씨" (feat. 클래지콰이)
- 윤종신 14집 《行步 2012 尹鍾信》의 수록곡 "그리움 축제" (feat. 호란)
- 김동률 5집 《Monologue》의 수록곡 "아이처럼" (feat. 알렉스)
- 에픽하이 2집 《High Society》의 수록곡 "혼자라도" (feat. 클래지콰이)
- 에픽하이 3집 《Black Swan Songs》의 수록곡 "이별과 만남, 그 중점에서" (feat. 알렉스)
- FPM 5집《Imaginations》의 수록곡 "Don't you Know" (feat. 클래지콰이)
- m-flo 5집 《Cosmicolor》의 수록곡 "Love me after 12:00 (M-flo loves 알렉스)"
- 2SOO 1집 《Vote for insane boy》의 수록곡 "욕심일까"(feat. 호란)
- 프리템포 싱글 앨범 HARMONY의 수록곡 "HARMONY" (feat. 알렉스)
- 비바소울 2집 《REFRESH》의 수록곡 "Soul Music" (feat. 알렉스)
- 015B 7집 《Lucky 7》의 수록곡 "성냥팔이 소녀" (feat. 호란)
- 라임버스 1집 《Get on the Bus》의 수록곡 "독백" (feat. 호란&알렉스)
- 에픽하이 리믹스 앨범 《Remixing the Human Soul》 - "You are the ONE" (feat. 호란)
- 다이나믹 듀오 4집 《Last Days》의 수록곡 "Solo" (feat. 알렉스)
- 하우스룰즈 3집 《Magic Television》의 수록곡 "달"(feat. 호란)
- 일렉트로보이즈 싱글 앨범 Electroboyz의 수록곡 "전화가 오네" (feat. 호란)

## 같이 보기
- 자미로콰이 (Jamiroquai)
- 더블유 앤 웨일 (W & Whale)

### 공식 웹사이트
- 클래지콰이 프로젝트 - 공식 웹사이트
- (영어) 클래지콰이 프로젝트 - 마이스페이스
- 클래지콰이 프로젝트 - 일본 공식 웹사이트 (일본어)
- 클래지콰이 프로젝트 - 대만 공식 웹사이트 (중국어)
- 플럭서스 뮤직 - 공식 웹사이트
- 클래지콰이 프로젝트의 채널 - 유튜브 / 전 계정
- 클래지콰이 프로젝트의 채널 - 유튜브 / 현 계정
- 뮤직 비디오 모음의 채널 - 유튜브

### 멤버별 공식 미니홈피
- 호란의 미니홈피 - 싸이월드
- 알렉스의 미니홈피 - 싸이월드